# Selección de fútbol sub-21 de España
La selección de fútbol sub-21 de España es el equipo formado por jugadores de nacionalidad española menores de 21 años, que representa a España a través de la Real Federación Española de Fútbol, en la competición de la categoría, el Europeo sub-21. Este campeonato clasifica en año preolímpico a la selección sub-23 (categoría olímpica para fútbol), para los Juegos Olímpicos.
Es la selección filial de la selección absoluta y constituye el último escalafón de las categorías inferiores de la selección nacional. España es la selección más laureada de la categoría junto a Italia, con cinco títulos continentales.

## Historia
La mayor de las categorías juveniles de la selección nacional, sustituyó en 1976 a la selección sub-23 como selección filial de la selección absoluta. Técnicamente, se trata de una selección que puede también ser considerada sub-23, ya que el requisito de que sus jugadores deban de ser menores de 21 años se exige al comienzo de la fase clasificatoria del Europeo, pero al durar dos años, algunos futbolistas disputan la fase final con 23 años. Dicho torneo europeo, clasifica en año preolímpico a la selección sub-23 (categoría olímpica para fútbol) para los Juegos Olímpicos, por lo que ambas selecciones comparten cuerpo técnico, de manera similar a la selección sub-19 con la sub-20.
Ha tenido un gran crecimiento en las últimas décadas, fundamentalmente a partir de la segunda mitad de los años ochenta, coincidiendo con su primer título continental en 1986, torneo del que había resultado subcampeón en la edición anterior. Su segunda conquista fue en 1998, donde al igual que con su primer título, alcanzó el subcampeonato en la edición previa de 1996.
Ya en la década de 2010, fue la gran dominadora del torneo, siendo finalista en cuatro de los cinco torneos disputados. Se alzó de manera consecutiva con los títulos de 2011 y 2013, fue finalista en 2017 y campeona de nuevo en 2019, enfrentándose en las dos últimas a Alemania en la final. Varios integrantes de estas selecciones, han formado parte posteriormente de la selección absoluta.
En enero de 2023 Luis Enrique dejó la selección española absoluta, se nombró nuevo seleccionador nacional a Luis de la Fuente, en el banquillo de la sub-21 desde 2018, siendo sustituido por Seleccionador Sub-19, Santi Denia.

## Resultados

### Europeo Sub-21

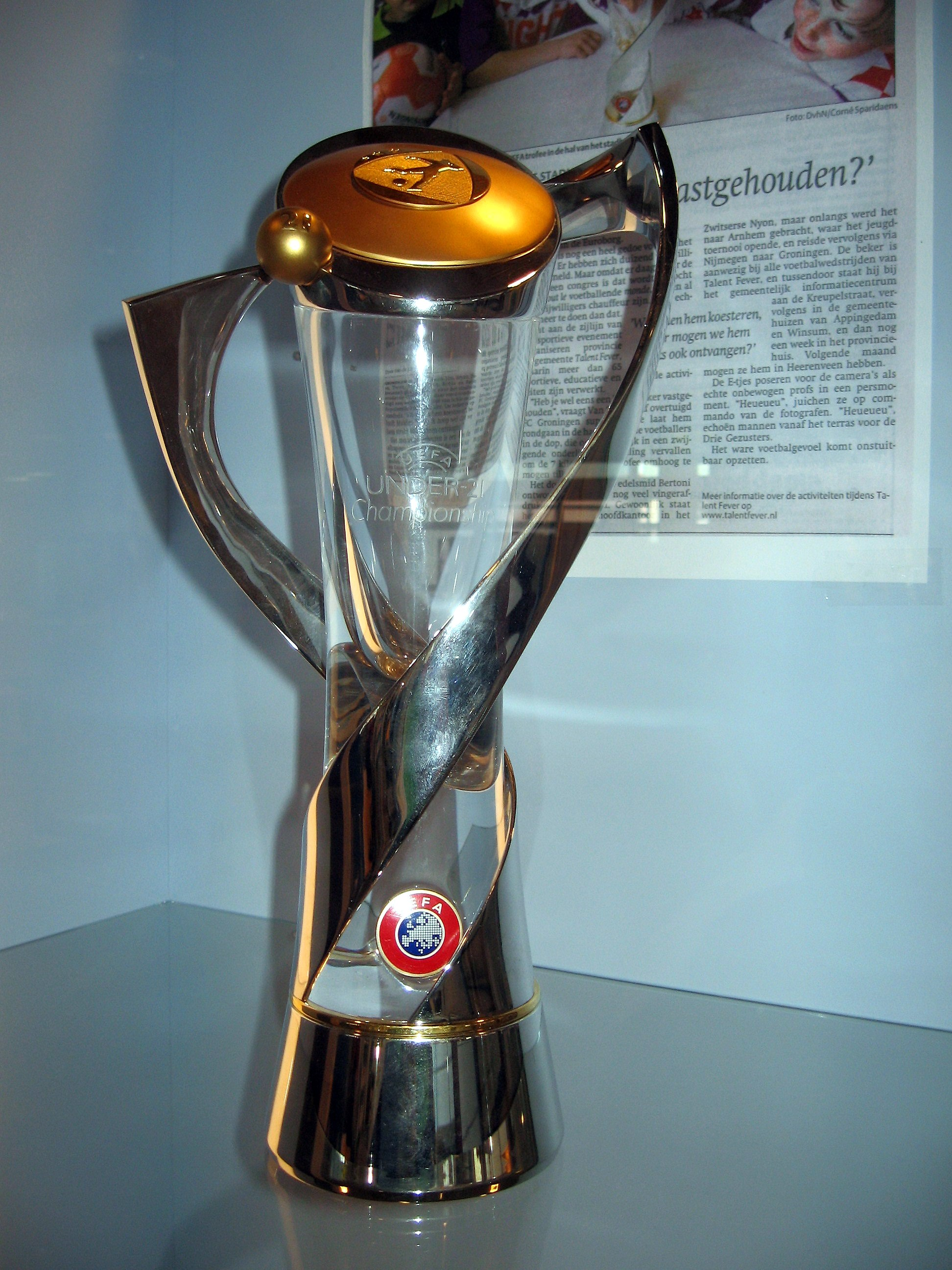
Trofeo del campeonato europeo sub-21, conquistado por España en cinco ocasiones.

| Año                      | Fase             | Posición        | PJ              | PG              | PE              | PP              | GF              | GC              |
| ------------------------ | ---------------- | --------------- | --------------- | --------------- | --------------- | --------------- | --------------- | --------------- |
| Sin sede 1978            | No se clasificó  | No se clasificó | No se clasificó | No se clasificó | No se clasificó | No se clasificó | No se clasificó | No se clasificó |
| Sin sede 1980            | No se clasificó  | No se clasificó | No se clasificó | No se clasificó | No se clasificó | No se clasificó | No se clasificó | No se clasificó |
| Sin sede 1982            | Cuartos de final | 6.º             | 6               | 5               | 0               | 1               | 14              | 5               |
| Sin sede 1984            | Subcampeón       | 2.º             | 10              | 5               | 2               | 3               | 11              | 11              |
| Sin sede 1986            | Campeón          | 1.º             | 10              | 7               | 1               | 2               | 18              | 9               |
| Sin sede 1988            | Cuartos de final | 7.º             | 8               | 4               | 2               | 2               | 10              | 4               |
| Sin sede 1990            | Cuartos de final | 5.º             | 6               | 4               | 0               | 2               | 5               | 4               |
| Sin sede 1992            | No se clasificó  | No se clasificó | No se clasificó | No se clasificó | No se clasificó | No se clasificó | No se clasificó | No se clasificó |
| Francia 1994             | Semifinales      | 3.º             | 12              | 9               | 2               | 1               | 21              | 9               |
| España 1996              | Subcampeón       | 2.º             | 14              | 10              | 3               | 1               | 34              | 14              |
| Rumanía 1998             | Campeón          | 1.º             | 11              | 10              | 1               | 0               | 21              | 6               |
| Eslovaquia 2000          | Semifinales      | 3.º             | 14              | 11              | 3               | 0               | 31              | 7               |
| Suiza 2002               | No se clasificó  | No se clasificó | No se clasificó | No se clasificó | No se clasificó | No se clasificó | No se clasificó | No se clasificó |
| Alemania 2004            | No se clasificó  | No se clasificó | No se clasificó | No se clasificó | No se clasificó | No se clasificó | No se clasificó | No se clasificó |
| Portugal 2006            | No se clasificó  | No se clasificó | No se clasificó | No se clasificó | No se clasificó | No se clasificó | No se clasificó | No se clasificó |
| Países Bajos 2007        | No se clasificó  | No se clasificó | No se clasificó | No se clasificó | No se clasificó | No se clasificó | No se clasificó | No se clasificó |
| Suecia 2009              | Cuartos de final | 5.º             | 13              | 10              | 1               | 2               | 27              | 7               |
| Dinamarca 2011           | Campeón          | 1.º             | 15              | 12              | 2               | 1               | 31              | 8               |
| Israel 2013              | Campeón          | 1.º             | 15              | 14              | 1               | 0               | 47              | 5               |
| República Checa 2015     | No se clasificó  | No se clasificó | No se clasificó | No se clasificó | No se clasificó | No se clasificó | No se clasificó | No se clasificó |
| Polonia 2017             | Subcampeón       | 2.º             | 15              | 11              | 2               | 2               | 43              | 12              |
| Italia y San Marino 2019 | Campeón          | 1.º             | 15              | 13              | 0               | 2               | 45              | 16              |
| Hungría y Eslovenia 2021 | Semifinales      | 3.º             | 15              | 12              | 2               | 1               | 27              | 3               |
| Georgia y Rumanía 2023   | Subcampeón       | 2.º             | 13              | 12              | 1               | 1               | 50              | 10              |
| Eslovaquia 2025          | Cuartos de final | 7.º             | 14              | 11              | 2               | 1               | 35              | 12              |
| Total                    | 17/25            | 1.º             | 206             | 160             | 25              | 21              | 470             | 141             |

Fuente: The Rec.Sport.Soccer Statistics Foundation Rsssf.com

## Partidos

### Últimos y próximos partidos
| Fecha      | Ciudad              | Competición                        | Racha    | Local      |                       | Resultado |                       | Visitante  |
| ---------- | ------------------- | ---------------------------------- | -------- | ---------- | --------------------- | --------- | --------------------- | ---------- |
| 07/06/2022 | Melilla             | Clasificación Eurocopa Sub-21 2023 | Victoria | España     | Bandera de España     | 7 - 1     | Bandera de Malta      | Malta      |
| 22/09/2022 | Cluj-Napoca         | Amistoso                           |          | Rumania    | Bandera de Rumania    | 1 - 4     | Bandera de España     | España     |
| 27/09/2022 | Huesca              | Amistoso                           | Victoria | España     | Bandera de España     | 3 - 0     | Bandera de Noruega    | Noruega    |
| 18/11/2022 | Sevilla             | Amistoso                           | Victoria | España     | Bandera de España     | 2 - 0     | Bandera de Japón      | Japón      |
| 24/03/2023 | Almería             | Amistoso                           | Victoria | España     | Bandera de España     | 3 - 2     | Bandera de Suiza      | Suiza      |
| 28/03/2023 | Vannes              | Amistoso                           |          | Francia    | Bandera de Francia    | 0 - 0     | Bandera de España     | España     |
| 13/06/2023 | Las Rozas de Madrid | Amistoso                           | Victoria | España     | Bandera de España     | 1 - 1     | Bandera de México     | México     |
| 21/06/2023 | Bucarest            | Eurocopa Sub-21 2023               |          | Rumania    | Bandera de Rumania    | 0 - 3     | Bandera de España     | España     |
| 24/06/2023 | Bucarest            | Eurocopa Sub-21 2023               | Victoria | España     | Bandera de España     | 1 - 0     | Bandera de Croacia    | Croacia    |
| 27/06/2023 | Bucarest            | Eurocopa Sub-21 2023               |          | España     | Bandera de España     | 2 - 2     | Bandera de Ucrania    | Ucrania    |
| 01/07/2023 | Bucarest            | Eurocopa Sub-21 2023               | Victoria | España     | Bandera de España     | 2 - 1     | Bandera de Suiza      | Suiza      |
| 05/07/2023 | Bucarest            | Eurocopa Sub-21 2023               | Victoria | España     | Bandera de España     | 5 - 1     | Bandera de Ucrania    | Ucrania    |
| 08/07/2023 | Batumi              | Eurocopa Sub-21 2023               | Derrota  | Inglaterra | Bandera de Inglaterra | 1 - 0     | Bandera de España     | España     |
| 08/09/2023 | Paola               | Clasificación Eurocopa Sub-21 2025 | Victoria | Malta      | Bandera de Malta      | 0 - 6     | Bandera de España     | España     |
| 12/09/2023 | Jaén                | Clasificación Eurocopa Sub-21 2025 | Victoria | España     | Bandera de España     | 1 - 0     | Bandera de Escocia    | Escocia    |
| 13/10/2023 | Taskent             | Amistoso                           |          | Uzbekistán | Bandera de Uzbekistán | 0 - 0     | Bandera de España     | España     |
| 17/10/2023 | Astaná              | Clasificación Eurocopa Sub-21 2025 | Victoria | Kazajistán | Bandera de Kazajistán | 0 - 4     | Bandera de España     | España     |
| 17/11/2023 | Huelva              | Clasificación Eurocopa Sub-21 2025 | Victoria | España     | Bandera de España     | 2 - 0     | Bandera de Hungría    | Hungría    |
| 21/11/2023 | Leuven              | Clasificación Eurocopa Sub-21 2025 |          | Bélgica    | Bandera de Bélgica    | 1 - 1     | Bandera de España     | España     |
| 21/03/2024 | Jerez de la Fra.    | Amistoso                           | Derrota  | España     | Bandera de España     | 0 - 2     | Bandera de Eslovaquia | Eslovaquia |
| 26/03/2024 | Almería             | Clasificación Eurocopa Sub-21 2025 | Victoria | España     | Bandera de España     | 1 - 0     | Bandera de Bélgica    | Bélgica    |
| 06/09/2024 | Edimburgo           | Clasificación Eurocopa Sub-21 2025 | Victoria | Escocia    | Bandera de Escocia    | 1 - 2     | Bandera de España     | España     |
| 10/09/2024 | Kecskemét           | Clasificación Eurocopa Sub-21 2025 | Victoria | Hungría    | Bandera de Hungría    | 0 - 1     | Bandera de España     | España     |
| 10/10/2024 | La Línea            | Clasificación Eurocopa Sub-21 2025 | Victoria | España     | Bandera de España     | 4 - 3     | Bandera de Kazajistán | Kazajistán |
| 15/10/2024 | Algeciras           | Clasificación Eurocopa Sub-21 2025 | Victoria | España     | Bandera de España     | 6 - 0     | Bandera de Malta      | Malta      |
| 11/06/2025 |                     | Eurocopa Sub-21 2025               | Victoria | Eslovaquia | Bandera de Eslovaquia | 2 - 3     | Bandera de España     | España     |
| 14/06/2025 |                     | Eurocopa Sub-21 2025               | Victoria | España     | Bandera de España     | 2 - 1     | Bandera de Rumania    | Rumanía    |
| 17/06/2025 |                     | Eurocopa Sub-21 2025               |          | España     | Bandera de España     | 1 - 1     | Bandera de Italia     | Rumanía    |
| 21/06/2025 |                     | Eurocopa Sub-21 2025               | Derrota  | España     | Bandera de España     | 1 - 3     | Bandera de Inglaterra | Inglaterra |
|            |                     |                                    |          |            |                       |           |                       |            |

## Palmarés
- Campeonato de Europa Sub-21:[n 1]
  -   Campeón (5): 1986, 1998, 2011, 2013, 2019. (Récord Compartido)[9]
  -   Subcampeón (4): 1984, 1996, 2017, 2023.
  -   Tercero (3): 1994, 2000, 2021.

## Jugadores

### Última convocatoria
Los siguientes jugadores fueron convocados para la Eurocopa Sub-21 2025.
| N.º | Nombre             | Posición       | Edad    | PJ | Goles | Club                   |
| --- | ------------------ | -------------- | ------- | -- | ----- | ---------------------- |
| 1   | Alejandro Iturbe   | Guardameta     | 21 años | 10 | 0     | Atlético de Madrid "B" |
| 13  | Aitor Fraga        | Guardameta     | 22 años | 2  | 0     | Real Sociedad "B"      |
| 23  | Pablo Cuñat        | Guardameta     | 23 años | 7  | 0     | F. C. Cartagena        |
| 2   | Marc Pubill        | Defensa        | 22 años | 6  | 1     | U. D. Almería          |
| 3   | Cristhian Mosquera | Defensa        | 21 años | 10 | 0     | Valencia C. F.         |
| 4   | Rafa Marín         | Defensa        | 23 años | 11 | 0     | S. S. C. Napoli        |
| 5   | César Tárrega      | Defensa        | 23 años | 4  | 2     | Valencia C. F.         |
| 12  | Andrés García      | Defensa        | 22 años | 2  | 0     | Aston Villa F. C.      |
| 15  | Juanma Herzog      | Defensa        | 21 años | 3  | 0     | U. D. Las Palmas       |
| 16  | Juanlu Sánchez     | Defensa        | 21 años | 10 | 0     | Sevilla F. C.          |
| 18  | Gerard Martín      | Defensa        | 23 años | 3  | 0     | F. C. Barcelona        |
| 22  | Hugo Bueno         | Defensa        | 22 años | 6  | 0     | Feyenoord              |
| 6   | Javi Guerra        | Centrocampista | 22 años | 18 | 1     | Valencia C. F.         |
| 8   | Beñat Turrientes   | Centrocampista | 23 años | 27 | 5     | Real Sociedad          |
| 10  | Pablo Torre        | Centrocampista | 22 años | 18 | 2     | F. C. Barcelona        |
| 14  | Mikel Jauregizar   | Centrocampista | 21 años | 5  | 0     | Athletic Club          |
| 20  | Alberto Moleiro    | Centrocampista | 21 años | 11 | 0     | U. D. Las Palmas       |
| 21  | Pablo Marín        | Centrocampista | 22 años | 1  | 0     | Real Sociedad          |
| 7   | Diego López        | Delantero      | 23 años | 16 | 2     | Valencia C. F.         |
| 9   | Mateo Joseph       | Delantero      | 21 años | 11 | 8     | Leeds United F. C.     |
| 11  | Raúl Moro          | Delantero      | 22 años | 9  | 0     | Real Valladolid        |
| 17  | Jesús Rodríguez    | Delantero      | 19 años | 3  | 0     | Real Betis             |
| 19  | Roberto Fernández  | Delantero      | 23 años | 3  | 1     | R. C. D. Espanyol      |
|     |                    | Entrenador     | '       |    |       |                        |

(1)Partidos Ganados/Partidos Empatados/Partidos Perdidos
(2)Goles a Favor/Goles en Contra